# Luis Piedrabuena
Luis Piedrabuena (Carmen de Patagones, 24 de agosto de 1833 - Buenos Aires, 10 de agosto de 1883) foi um militar argentino que chegou a patente de Comandante da Marinha.
Desde sua infância, junto ao porto e ao Rio Negro, o mar teve forte influência sobre o seu caráter. Ainda criança torna-se grumete do capitão da marinha mercante Lemón, e consegue permissão de seus pais para zarpar em longas viagens.
Como consequência das suas viagens escreveu várias memórias que apresentou ao Governo Nacional e estabeleceu relações amistosas com as tribos da Patagônia, aos quais tratou de incultar de várias maneiras o sentimento de nacionalidade. Devido a diversas viagens pelos mares do Sul salvou uma centena de náufragos, pelo qual foi objeto de menções honoríficas e condecorações pelo Governo Europeu. O Governo de seu país, por serviços meritórios prestados, concedeu-lhe a patente de Capitão Honorário e posteriormente o de Tenente-coronel da Armada colocando sob suas ordens a Corveta “Cabo de Hornos”.